# This Is My Life (Edward Maya)
This Is My Life è il secondo singolo del musicista techno e dance Edward Maya, pubblicato l'8 febbraio 2010 dall'etichetta discografica Sony BMG.
La canzone è stata scritta da Ilie Alexandru, Ilie Eduard Marian e Corneva Victoria e ha riscosso un buon successo soprattutto in Francia e in Svezia.

## Tracce
Promo - CD-Single (ARS - (UMG) [be])
1. This Is My Life (Radio Version) - 3:50

## Classifiche
| Paese             | Posizione raggiunta |
| ----------------- | ------------------- |
| Austria           | 54                  |
| Belgio (Fiandre)  | 5                   |
| Belgio (Vallonia) | 12                  |
| Finlandia         | 7                   |
| Francia           | 2                   |
| Paesi Bassi       | 42                  |
| Svezia            | 58                  |
| Svizzera          | 43                  |